# الن کارر دانکوس
الن کارر دانکوس (فرانسوی: Hélène Carrère d'Encausse‎؛ زادهٔ ۶ ژوئیهٔ ۱۹۲۹) تاریخ‌نگار اهل فرانسه است. الن کارر در ۱۹۹۰ به عنوان رئیس فرهنگستان فرانسه انتخاب شد و در اکتبر ۱۹۹۹ دبیر دائمی این آکادمی شد. وی همچنین برندهٔ جوایزی همچون نشان زرین لومونسف و لژیون دونور (صلیب بزرگ) شده‌است.